# Jouy-sur-Eure
Jouy-sur-Eure ist eine französische Gemeinde mit 558 Einwohnern (Stand 1. Januar 2022) im Département Eure in der Region Normandie (vor 2016 Haute-Normandie). Sie gehört zum Arrondissement Les Andelys (bis 2017 Arrondissement Évreux) und zum Kanton Pacy-sur-Eure.
Die Einwohner werden Joviciens und Joviciennes genannt.

## Geographie
Jouy-sur-Eure liegt etwa 13 Kilometer ostnordöstlich von Évreux. Die Eure begrenzt die Gemeinde im Nordosten.

### Nachbargemeinden
Umgeben ist Jouy-sur-Eure von den Nachbargemeinden Fontaine-sous-Jouy im Norden, Chambray im Nordosten, Hardencourt-Cocherel im Süden und Osten, Miserey im Südwesten sowie Gauciel im Westen.

## Bevölkerungsentwicklung
| Jahr      | 1962 | 1968 | 1975 | 1982 | 1990 | 1999 | 2006 | 2018 |
| Einwohner | 371  | 370  | 385  | 430  | 524  | 545  | 567  | 586  |

## Sehenswürdigkeiten
- Kirche Saint-Pierre aus dem 15. Jahrhundert, Portal seit 1930 als Monument historique klassifiziert, restliche Kirche bereits seit 1926 eingeschrieben

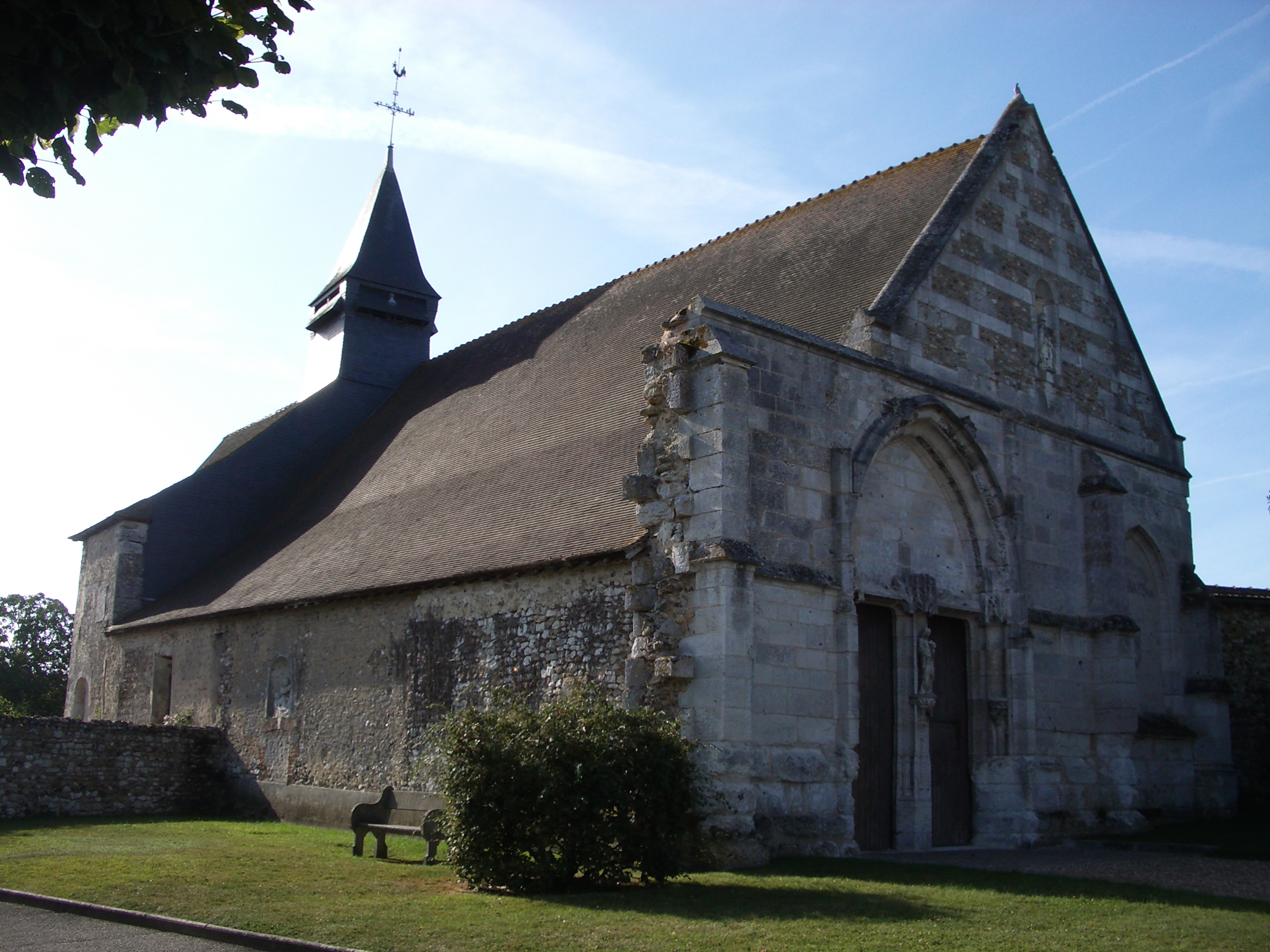
Kirche Saint-Pierre